# Phaps chalcoptera
Phaps chalcoptera е вид птица от семейство Гълъбови (Columbidae).

## Разпространение
Видът е разпространен в Австралия.